# Quintus Pedius (peintre)
Ne doit pas être confondu avec Quintus Pedius.
Quintus Pedius est un peintre de Rome antique. Il est la première personne sourde connue par son nom dans l'Histoire. Il est donc le premier peintre sourd connu et son éducation est la première formation enregistrée d'un enfant sourd. Tout ce que l'on sait de lui est contenu dans un passage de l'Histoire naturelle de Pline l'Ancien. Selon Pline l'Ancien, il est né sourd et mort dans son adolescence[réf. nécessaire].

## Famille
Pedius était le fils du sénateur romain et orateur Quintus Pedius Publicola (en) et son grand-père paternel était le consul Quintus Pedius.
Et il a aussi un grand-oncle Marcus Valerius Messalla Corvinus qui lui offre des cours de peinture.